# Chiastocaulon
Chiastocaulon là một chi rêu trong họ Plagiochilaceae.